# Bernard-Joseph Artigue
Pour les articles homonymes, voir Artigues.
Bernard-Joseph Artigue, né à Muret le 27 avril 1859 et mort à Blaye-les-Mines le 4 juin 1936, est un peintre français.

## Biographie

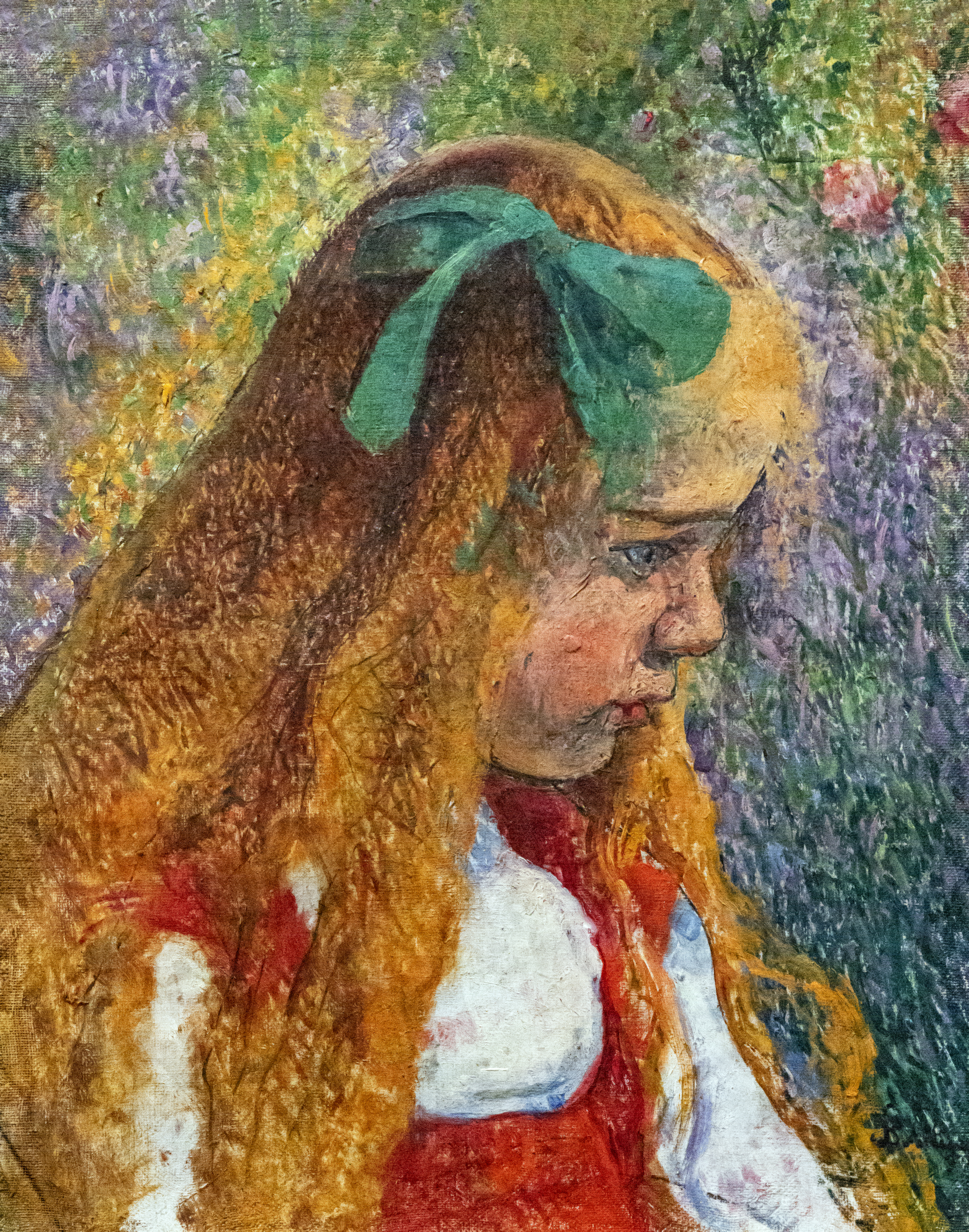
Portait de fillette Musée Toulouse-Lautrec

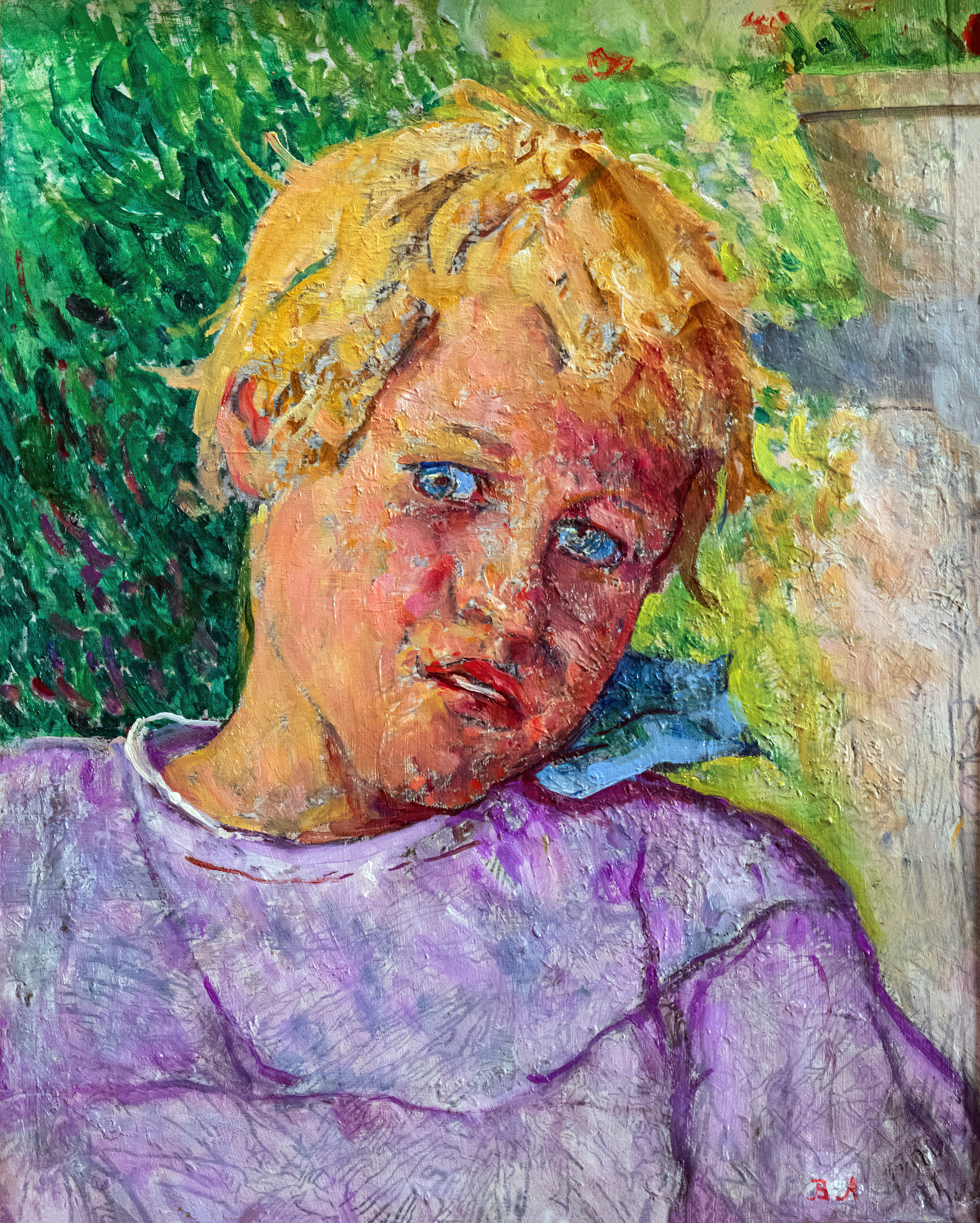
Portrait d'un jeune berger Musée des Beaux-Arts de Gaillac

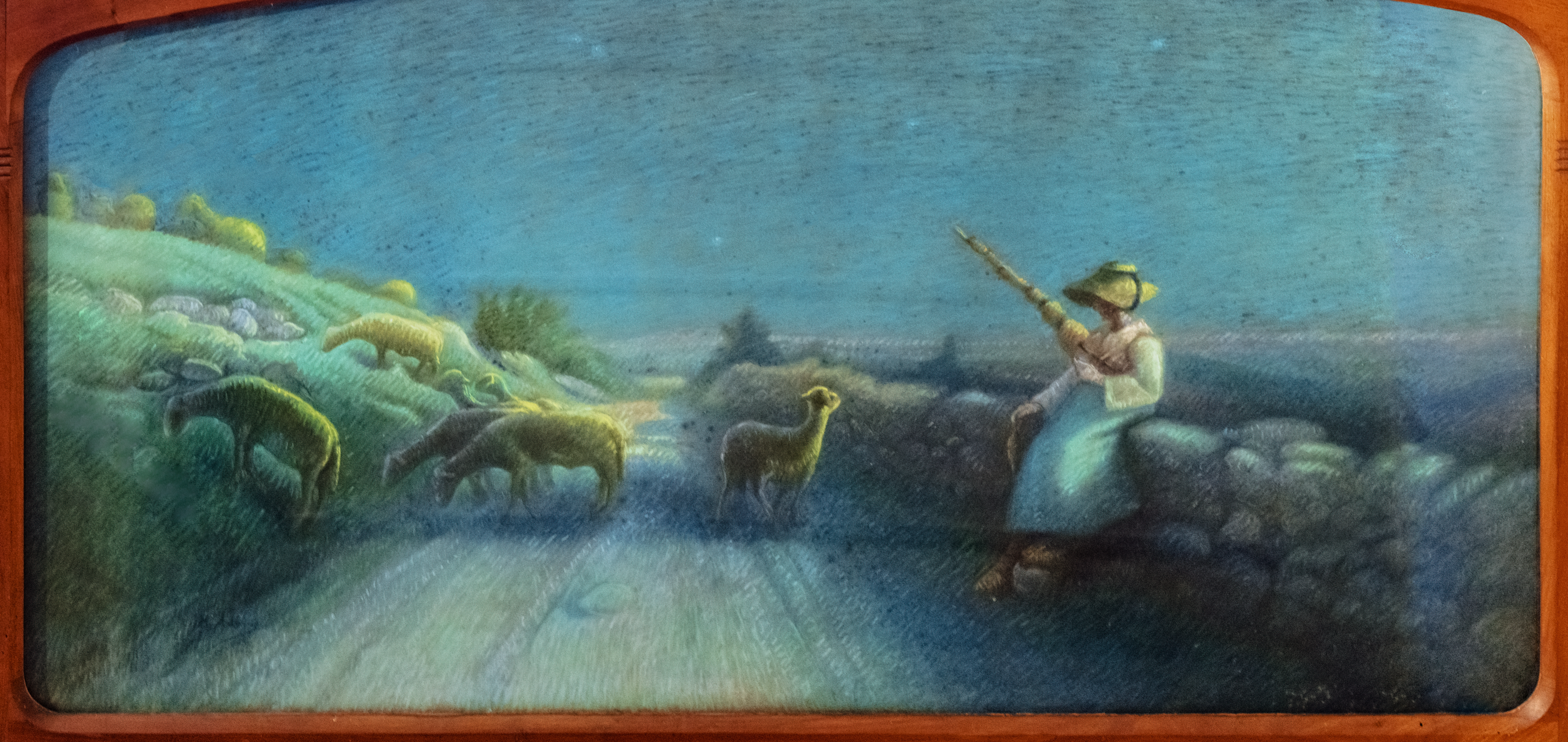
Bergère Rabastens, Musée du Pays rabastinois

Élève de Jean-Paul Laurens et d'Alexandre Cabanel, il expose à Paris, aux Salons de 1895, 1897 et 1898, à la Société Nationale des Beaux-Arts en 1902, au Salon des Indépendants dès 1907 et aux Arts décoratifs en 1909 puis, avant la déclaration de la Première Guerre mondiale en Russie sur demande de l'Impératrice. 
Il existe à Blaye-les-Mines une association nommée Les Amis de Bernard-Joseph Artigue et une rue porte le nom du peintre.

## Œuvres
- Albi Musée Toulouse-Lautrec
  - Portrait de fillette, huile sur toile
- Gaillac, Musée des Beaux-Arts
  - Couple prenant le frais, pastel sur papier, 65 × 106 cm
  - Femme assise cousant dans le jardin, pastel sur papier, 150 × 85 cm
  - Portrait d'un jeune berger, huile sur panneau, 41,5 × 33 cm
  - Moutons à la bergerie, pastel sur papier, 59 × 47 cm
- Rabastens, Musée du Pays rabastinois
  - Bergère, pastel sur papier

Localisations inconnues
- La main chaude
- Les Croyants
- La Sainte Table
- Les gardiennes de chèvres, 1892
- Feuillantine, 1905